# ジャニーズWEST 1stドーム LIVE 24から感謝届けます
『ジャニーズWEST 1stドーム LIVE ♡24(ニシ)から感謝🎄届けます♡』（	ジャニーズWEST ファーストドーム ライブ ♡ニシからかんしゃ🎄とどけます♡）は、ジャニーズWESTの6枚目のライブDVDで2017年5月24日にジャニーズ・エンタテイメントから発売。

## 概要
2016年12月24日・25日に京セラドーム大阪にて行われたジャニーズWEST初のドーム公演の模様を収録したライブDVD。
初回仕様では初回スペシャルパッケージ&40Pブックレット封入(DVD・Blu-ray共通)、また通常仕様では18Pブックレット封入(DVD・Blu-ray共通)。
同コンサートは全3公演で延べ13万5000人を動員した。当初は12月24日・25日それぞれ18:00開演の1公演の開催予定だったが申し込み多数のため、12月25日の11:00開演の公演が追加された。

## 収録内容

### 本編映像

#### Disc 1
1. Overture
2. ええじゃないか
3. ズンドコ パラダイス
4. ジパング・おおきに大作戦
5. パリピポアンセム
6. SCARS
7. Can’t stop
8. Criminal
9. アメフリ→レインボウ - 中間淳太・桐山照史
10. Stay Gold - 濵田崇裕
11. Dial Up - 重岡大毅・神山智洋・藤井流星 ・小瀧望
12. NEXT STAGE
13. シルエット
14. 粉もん
15. 100% I Love You
16. 浪速一等賞!
17. MC
18. ボクら
19. Jr.コーナー
  1. Happy Happy Lucky You!!
  2. Dream Catcher
  3. BIG GAME
20. シンデレラ・クリスマス
21. Lovely Xmas - 重岡大毅・神山智洋
22. MIRACLE STARTER ～未来でスノウ・フレークス～ - 桐山照史・小瀧望
23. WISH - 中間淳太・藤井流星
24. Sexy Summerに雪が降る - 濵田崇裕
25. SNOW DOMEの約束 - 重岡大毅・中間淳太・小瀧望
26. SNOW! SNOW! SNOW! - 藤井流星・神山智洋・桐山照史
27. 10年後の今日の日も
28. Colorful Magic
29. エエやんけェ!!
30. アカンLOVE ～純情愛やで～
31. ホルモン ～関西に伝わりしダイアモンド～
32. CHO-EXTACY
33. one chance
34. ラッキィスペシャル
35. バンバンッ!!
36. All My Love

#### Disc 2
＜ENCORE＞
1. 人生は素晴らしい
2. 青春ウォーーー!!
3. マ・ル・モ・ウ・ケ

＜W ENCORE＞
1. ええじゃないか

### 特典映像 ＜SPECIAL REEL＞
Disc 2
1. 1stドーム LIVE ドキュメンタリー